# Arquebisbat de Seül
L'Arquebisbat de Seül (llatí: Archidioecesis Seulum, coreà: 서울 대교구) és una església particular de ritu llatí de l'Església catòlica situada a Seül, a Corea del Sud. Està presidida per la prelatura de l'Arquebisbe de Seül, l'arquebisbe metropolità, la seu del qual es troba a la catedral de Myeongdong a Myeongdong, Jung-gu, Seül.
Com que la seu episcopal és la més antiga de Corea del Sud, i a més està situada a la capital, sovint es considera a l'arquebisbe de Seül com el Primat de Corea, tot i que aquest títol mai no ha estat atorgat per la Santa Seu.
L'arquebisbe de Seül actualment és també l'administrador apostòlic de la diòcesi de Pyongyang.

## Territori
L'arxidiòcesi comprèn l'àrea metropolitana de Seül, a Corea del Sud, així com les províncies de North Hwanghae i South Hwanghae, a Corea del Nord.
La seu arxiprestal es troba a la ciutat de Seül, on es troba la catedral de la Immaculada Concepció de Maria, tot i que també se l'anomena catedral de Myeongdong (명동성당) pel barri on està situada.
La província eclesiàstica de Seül comprèn les següents diòcesis sufragànies:
- Cheongju (Corea del Sud)
- Chuncheon (Corea del Sud)
- Daejeon (Corea del Sud)
- Hamhung (Corea del Nord)
- Inchon (Corea del Sud)
- Pyongyang (Corea del Nord)
- Suwon (Corea del Sud)
- Uijongbu (Corea del Sud)
- Wonju (Corea del Sud)

## Història
El 9 de setembre de 1831 el Papa Gregori XVI, mitjançant el breu Ex debito creà el vicariat apostòlic de Corea, que arribava fins als llindars de la diòcesi de Pequín. Inicialment estenia la seva jurisdicció a tota Corea i al Japó, fins que el 27 de març de 1846 el Japó va ser erigit com a vicariat apostòlic autònom.
El 8 d'agost de 1911 el vicariat apostòlic assumí el nom de "Vicariat apostòlic de Seül", alhora que cedia part del seu propi territori per tal que s'erigís el vicariat apostòlic de Taiku (avui l'arxidiòcesi de Daegu).
El 10 de març de 1962 el vicariat apostòlic va ser elevat al rang d'arxidiòcesi metropolitana mitjançant la butlla Fertile Evangelii semen del Papa Joan XXIII.
La diòcesi mare de Corea, que inicialment comprenia tot el territori de la península, ha anat cedint porcions del seu territori per tal d'erigir les diverses circumscripcions eclesiàstiques coreanes:
- el 5 d'agost de 1920 en favor de l'erecció de la vicariat apostòlic de Wonsan (avui diòcesi d'Hamhung);
- el 17 de març de 1927 en favor de l'erecció de la prefectura apostòlica de Hpyeng-yang (avui diòcesi de Pyongyang);
- el 25 d'abril de 1939 en favor de l'erecció de la prefectura apostòlica de Shunsen (avui diòcesi de Chuncheon);
- el 23 de juny de 1958 en favor de l'erecció del vicariat apostòlic de Cheongju i de Daejeon (avui diòcesis ja establertes)
- el 6 de juny de 1961 en favor de l'erecció del vicariat apostòlic d'Inchon (avui diocesi);
- el 7 ottobre 1963 en favor de l'erecció de la diòcesi de Suwon;
- el 24 de juny de 2004 en favor de l'erecció de la diòcesi d'Uijongbu.

Des del 1975 l'arquebisbe de Seül és també administrador apostòlic de la diòcesi de Pyongyang), seu sufragània, a Corea del Nord.

## Cronologia episcopal

### Bisbe de Corea
- Barthélemy Bruguière, M.E.P. † (9 de setembre de 1831 - 20 d'octubre de 1835 mort)
- San Laurent-Joseph-Marius Imbert, M.E.P. † (26 d'abril de 1836 - 21 de setembre de 1839 mort)
- Jean-Joseph-Jean-Baptiste Ferréol, M.E.P. † (14 d'agost de 1843 - 3 de febrer de 1853 mort)
- San Siméon-François Berneux, M.E.P. † (5 d'agost de 1854 - 8 de març de 1866 mort)
- San Marie-Nicolas-Antoine Daveluy, M.E.P. † (8 de març de 1866 - 30 de març de 1866 mort)
- Félix-Clair Ridel, M.E.P. † (27 d'abril de 1869 - 20 de juny de 1884 mort)
- Marie-Jean-Gustave Blanc, M.E.P. † (20 de juny de 1884 - 21 de febrer de 1890 mort)

### Bisbe de Seül
- Gustave-Charles-Marie Mutel, M.E.P. † (2 de setembre de 1890 - 22 de gener de 1933 mort)
- Andrien-Jean Larribeau, M.E.P. † (23 de gener de 1933 succeduto - 5 de gener de 1942 dimití)

### Arquebisbe de Seül
- Paul Marie Kinam Ro † (10 de novembre de 1942 - 23 de març de 1967 dimití)
- Victor Yoon Gong-hee (1967–1968) - Administrador apostòlic
- Stephen Kim Sou-hwan † (9 d'abril de 1968 - 3 d'abril de 1998 retirat)
- Nicholas Cheong Jin-Suk (3 d'abril de 1998 - 10 de maig de 2012 retirat)
- Andrew Yeom Soo-Jung, des del 10 de maig de 2012

### Vicari General
- Peter Kang Woo-il (1 de desembre de 2001 - 28 de juliol de 2002)
- Andrew Yeom Soo-Jung (2 d'octubre de 2002 - 10 de maig de 2012)

### Bisbes auxiliars
- Paul Kim Ok-kyun (23 de març de 1985 - 21 de desembre de 1985)
- Peter Kang Woo-il (21 de desembre de 1985 - 1 de desembre de 2001)
- Andrew Yeom Soo-Jung (1 de desembre de 2001 - 2 d'octubre de 2002)
- Basil Cho Kyu-man (3 de gener de 2006 - Present)
- Peter Chung Soon-taek, O.C.D. (5 de febrer de 2014 - Present)
- Timothy Yu Gyoung-chon (5 de febrer de 2014 - Present)